# Bernhard (Oppeln-Falkenberg)
Bernhard von Falkenberg (auch Bernhard von Oppeln, Falkenberg und Strehlitz; tschechisch Bernard Falkenbersky; * 1374/78; † 1455) war 1382–1455 Herzog von Oppeln und nach dem Tod seines ältesten Bruders Johann I. 1421 Herzog von Falkenberg. Zudem folgte er 1437 seinem Bruder Bolko IV. als Herzog von Strehlitz. Er war ein Lehnsmann der Krone Böhmen und entstammte dem Oppelner Zweig der Schlesischen Piasten.

## Leben
Bernhards Eltern waren Herzog Bolko III. und Anna († 1378), deren Herkunft nicht bekannt ist. Im Jahre 1401 vermählte er sich mit Hedwig/Jadwiga († 1424), einer Tochter des Krakauer Woiwoden Spytko von Melsztyn. Die Ehe blieb kinderlos.
Nach dem Tod des Vaters Bolko III. 1382 standen Bernhard und sein Bruder Heinrich (1374–1394) zunächst unter der Vormundschaft ihres Onkels Wladislaus II. von Oppeln und ihres ältesten Bruders Johann I. Da der Erbteil ihrer Großmutter Elisabeth von Schweidnitz bis zum Tode des Vaters noch nicht ausbezahlt worden war, ging der Anspruch 1382 auf Bernhard und seine Brüder über. Um an den Erbteil zu gelangen, erwirkten sie 1389 vom böhmischen König Wenzel IV., der der rechtmäßige Erbe des Erbfürstentums Schweidnitz war, einen entsprechenden Schuldschein. Durch ihn wurde 1390 die sogenannte Oppelner Fehde ausgelöst, die sich gegen die Stadt Breslau richtete und jahrzehntelang andauerte. Wegen dieser Fehde waren Bernhard und seine Brüder schlecht beleumdet.
Wegen der antipolnischen Politik ihres Onkels Wladislaus II., der ein Anhänger des böhmischen Königs Wenzel war, den Deutschen Orden unterstützte und den Plan verfolgte, Polen zu zerschlagen, unternahm der polnische König Władysław II. Jagiełło 1391/92 einen Kriegszug in das Oppelner Land. Bernhard und sein Bruder Bolko IV. wurden in Oppeln vom polnischen Heer festgehalten. 1396 wurde auch Bernhards Residenzstadt Strehlen durch ein polnisches Heer belagert. Daraufhin musste sich Wladislaus II. verpflichten, das Herzogtum Oppeln an seine Neffen Johann I., Bolko IV. und Bernhard zu übertragen, wobei ihm eine lebenslange Nutznießung zugestanden wurde. Nach Wladislaus II. Tod 1401, der nur Töchter hinterließ, waren Bernhard und seine beiden Brüder die rechtlichen Erben des Herzogtums Oppeln.
Nach der zweiten Gefangennahme König Wenzels stand Bernhard zusammen mit dem Liegnitzer Herzog Ruprecht I. dem am 17. Juli 1402 geschlossenen Schlesischen Bund vor, dem alle schlesischen Fürsten sowie die Städte des Erbfürstentums Breslau angehörten.
Beim sogenannten Hungerkrieg, der 1414 zwischen dem Deutschen Orden und Polen geführt und im Oktober d. J. durch einen Waffenstillstand beendet wurde, kämpfte Bernhard zusammen mit weiteren schlesischen Fürsten auf polnischer Seite. 1424 nahm er an der Krönung der litauischen Prinzessin Sophie Holszańska zur Königin von Polen teil. Obwohl sein Neffe Boleslaus/Bolko V. ein Anhänger der Hussiten war, plünderten und brantschatzen sie 1428 Bernhards Falkenberger Gebiete. Trotzdem konnte er von Breslauer Bischof Konrad von Oels pfandweise das bischöfliche Gut Ujezd erwerben. Um einen Waffenstillstand herbeizuführen, beurkunde Bernhard am 13. September 1432 zusammen mit dem Bischof und weiteren schlesischen Herzögen sowie den Städten Breslau, Schweidnitz und Neisse am 13. September 1432, für die von den Hussiten besetzten Städte Nimptsch, Kreuzburg und Ottmachau noch 10.000 Schock Groschen schuldig zu sein. Wegen Geldmangel verpfändete ihm 1434 der Liegnitzer Herzog Ludwig III. Kreuzburg und Pitschen.
Bei den kriegerischen Auseinandersetzungen um die böhmische Thronfolge nach dem Tod des Königs Sigismund 1437 zwischen dem mehrheitlich gewählten Habsburger Albrecht II. und dem noch nicht elfjährigen Kasimir IV., einem Sohn des polnischen Königs Władysław III., verwüstete ein polnisches Heer oberschlesische Gebiete, um so die schlesischen Fürsten zur Anerkennung Kasimirs IV. zu zwingen. Daraufhin erklärten sich am 6. Oktober 1438 Bernhard sowie weitere oberschlesische und Troppauer Fürsten zu einer bedingten Anerkennung Kasimirs IV. bereit. Allerdings huldigten im November 1438 alle schlesischen und Troppauer Fürsten und Stände in Breslau dem gewählten König Albrecht II.
Nachdem 1443 der Teschener Herzog Wenzel I. 1443 das Herzogtum Sewerien ohne Zustimmung der Oppelner Herzöge an den Krakauer Bischof Zbigniew Oleśnicki verkaufte, bekämpften Bernhard und sein Neffe Bolko V. jahrelang den Bischof. Unter den kriegerischen Auseinandersetzungen, die bis 1452 andauerten und an denen auch die Söhne des Auschwitzer Herzogs Kasimir I. beteiligt waren, wurde das Grenzgebiet zwischen Schlesien und Kleinpolen geplündert und gebranntschatzt.
Bernhard, der zunächst in Strehlitz residierte, wohnte ab etwa 1450 in Rosenberg, dem er um diese Zeit das deutsche Stadtrecht erneuerte und ein Gelände schenkte, auf dem sich nachfolgend die Kleine und Große Vorstadt entwickelten. 1454 bestätigte er der Stadt Woischnik, deren Stadtrechtsurkunde während der Hussitenkriege verloren gegangen war, ihre bisherigen Privilegien.
Bernhard von Falkenberg starb im Mai 1455; sein Todes- und Bestattungsort sind nicht bekannt. Da er keine männlichen Nachkommen hinterließ, fiel sein Erbe seinem Neffen Bolko V. von Oppeln zu.